# Culicoides nayabazari
Culicoides nayabazari är en tvåvingeart som beskrevs av Gupta 1963. Culicoides nayabazari ingår i släktet Culicoides och familjen svidknott. Inga underarter finns listade i Catalogue of Life.